# Verger obliquus
Verger obliquus is een schietmot uit de familie Limnephilidae. De soort komt voor in het Neotropisch gebied.